# 필요적 기재사항
필요적 기재사항이란 소장에 반드시 작성해야 하는 내용을 말한다. 한국의 민사소송절차에 따르면 당사자와 법정대리인이 있는 경우 법정대리인, 청구취지, 청구원인 등을 반드시 기재하여야 한다. 당 사자를 기재할 때는 누가 원고이고 피고인가 알아볼 수 있도록 기재하여야 하고 당사자가 미성년자 기타 무능력자일 경우 당사자의 법정대리인을 기재하며  '청구취지'란 원고가 어떤 대상에 대해 어떤 판결을 구하는가를 밝히는 소의 결론을 간결명료하게 표시하여야 한다.

## 흠결
만약 필요적 기재사항에 흠결이 있을 경우 재판장이 소장각하명령을 내릴 수 있다.

## 같이 보기
- 임의적 기재사항